# Elisabeth Stepanek

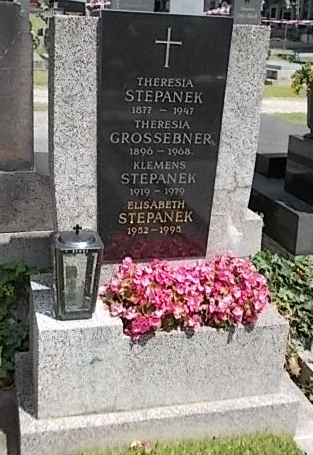
Grabstätte von Elisabeth Stepanek

Elisabeth Stepanek (* 26. August 1952 in Wien; † 16. Jänner 1995 ebenda) war eine österreichische Schauspielerin.

## Leben
Nach der Matura am Abendgymnasium erhielt sie Schauspielunterricht am Max-Reinhardt-Seminar in Wien. 1972 nahm sie ein Engagement am Schauspielhaus Bochum unter Peter Zadek an. Sie blieb bis 1976 und spielte unter anderem Jessica in Der Kaufmann von Venedig, Teresa in Behans Die Geisel und Eliza in Shaws Pygmalion. Danach trat sie an Hamburger, Münchner und Berliner Bühnen auf. Als Nachwuchsschauspielerin wurde sie mit der Kainz-Medaille ausgezeichnet.
In Fernsehfilmen wirkte sie ab 1972 mit, darunter in der Rolle der Maria Huber im 4., 5. und 6. Teil des Sechsteilers Alpensaga. 1981 wurde sie als Hauptdarstellerin in dem Spielfilm Der Mond ist nur a nackerte Kugel bekannt. Hier spielte sie das verträumte Bauernmädchen Anni, das schließlich heiratet und danach in einen neuen Alltagstrott verfällt.
Stepanek wurde am Hernalser Friedhof (R-90) bestattet.

## Filmografie
- 1972: Wildwechsel
- 1975: Eiszeit
- 1977: Aus einem deutschen Leben
- 1977: Die Geisel
- 1977: Heinrich
- 1978: Der Mann im Schilf
- 1979: Alpensaga, Teil 5 – Der deutsche Frühling
- 1980: Deutschland, bleiche Mutter
- 1980: Alpensaga, Teil 6 – Ende und Anfang
- 1981: Der Mond ist nur a nackerte Kugel
- 1981: Trokadero
- 1981: Die Ortliebschen Frauen
- 1981: Die Berührte
- 1981: Bäume ausreißen
- 1982: Die Erbtöchter
- 1983: Katzenspiel
- 1984: Tatort – Freiwild
- 1985: Rauhnacht